# Sant Privat d'en Bas
Sant Privat d'en Bas és un antic municipi de la comarca de la Garrotxa, que el 1968 va ser integrat dins de la Vall d'en Bas.
El 1811 hi nasqué Josep Estartús i Aiguabella, mariscal de camp carlí que participà en les tres guerres carlines.
El 2006 la seva població era de 908 habitants.

## Vegeu també

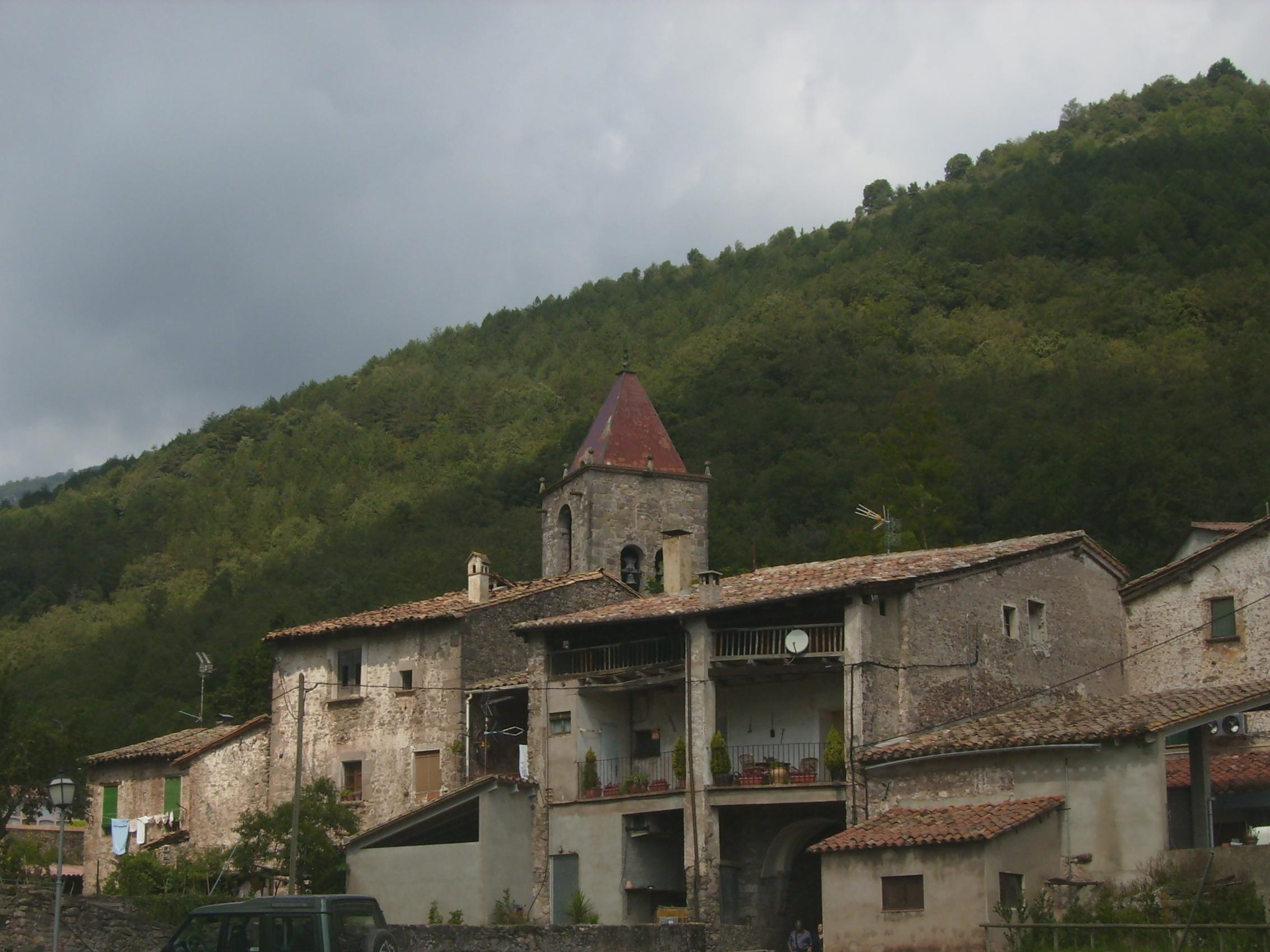
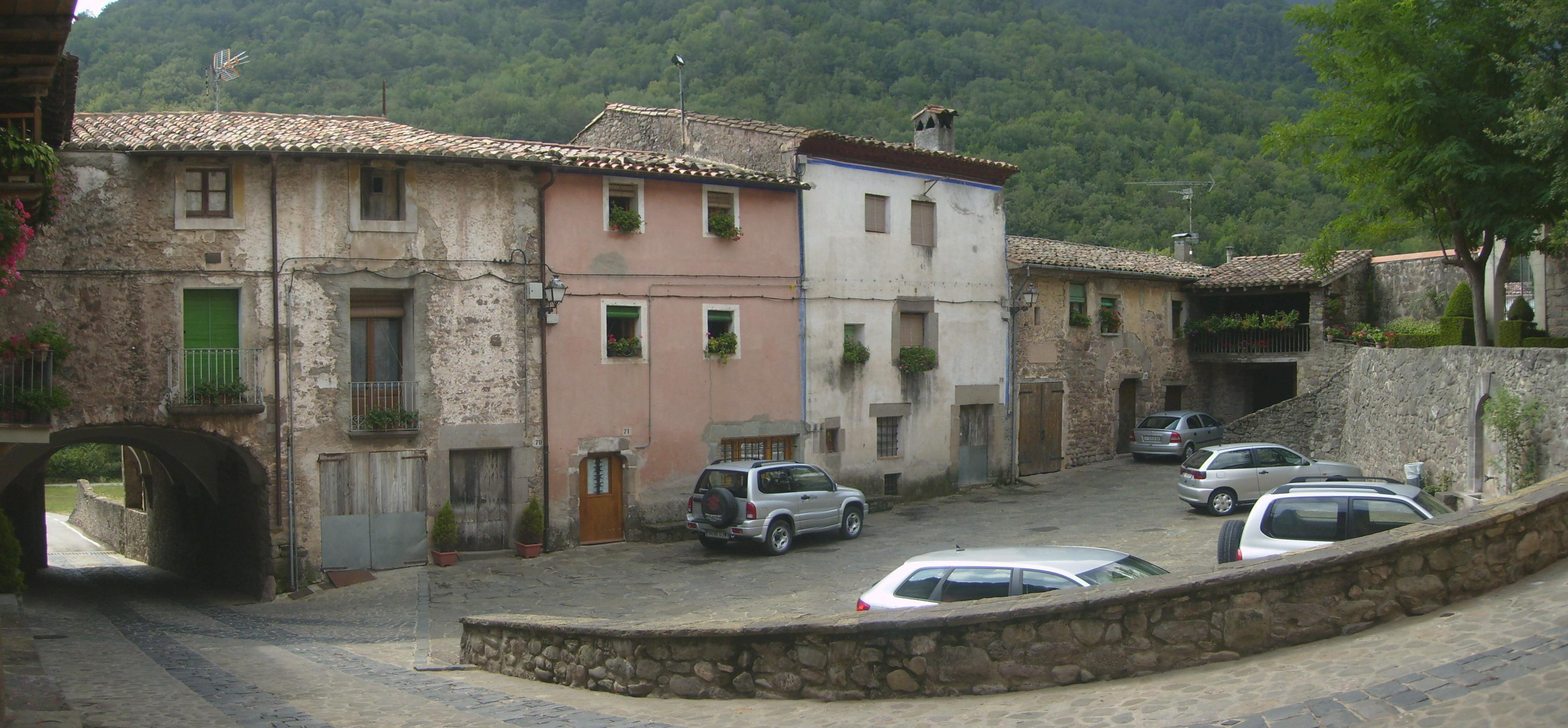
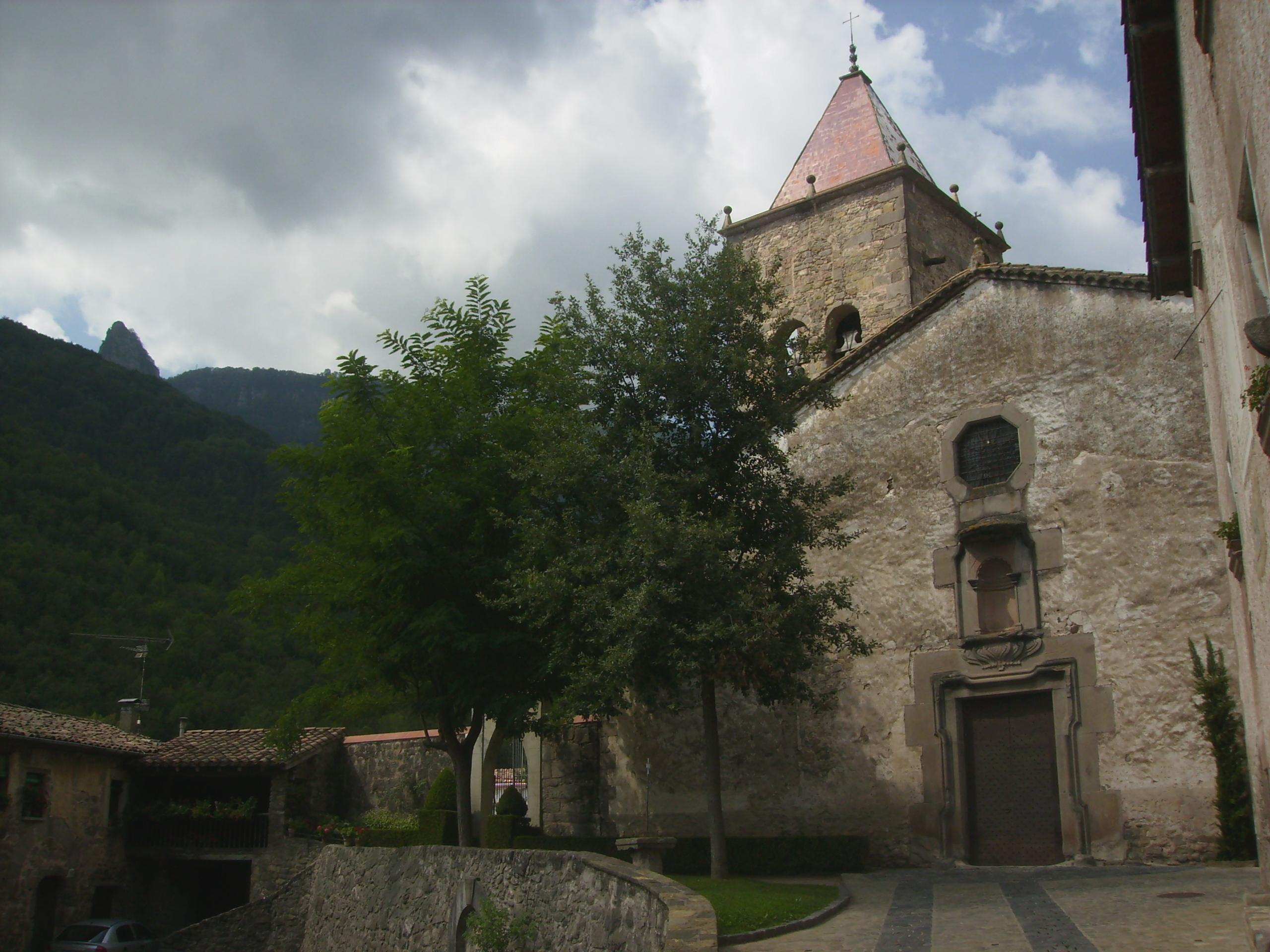
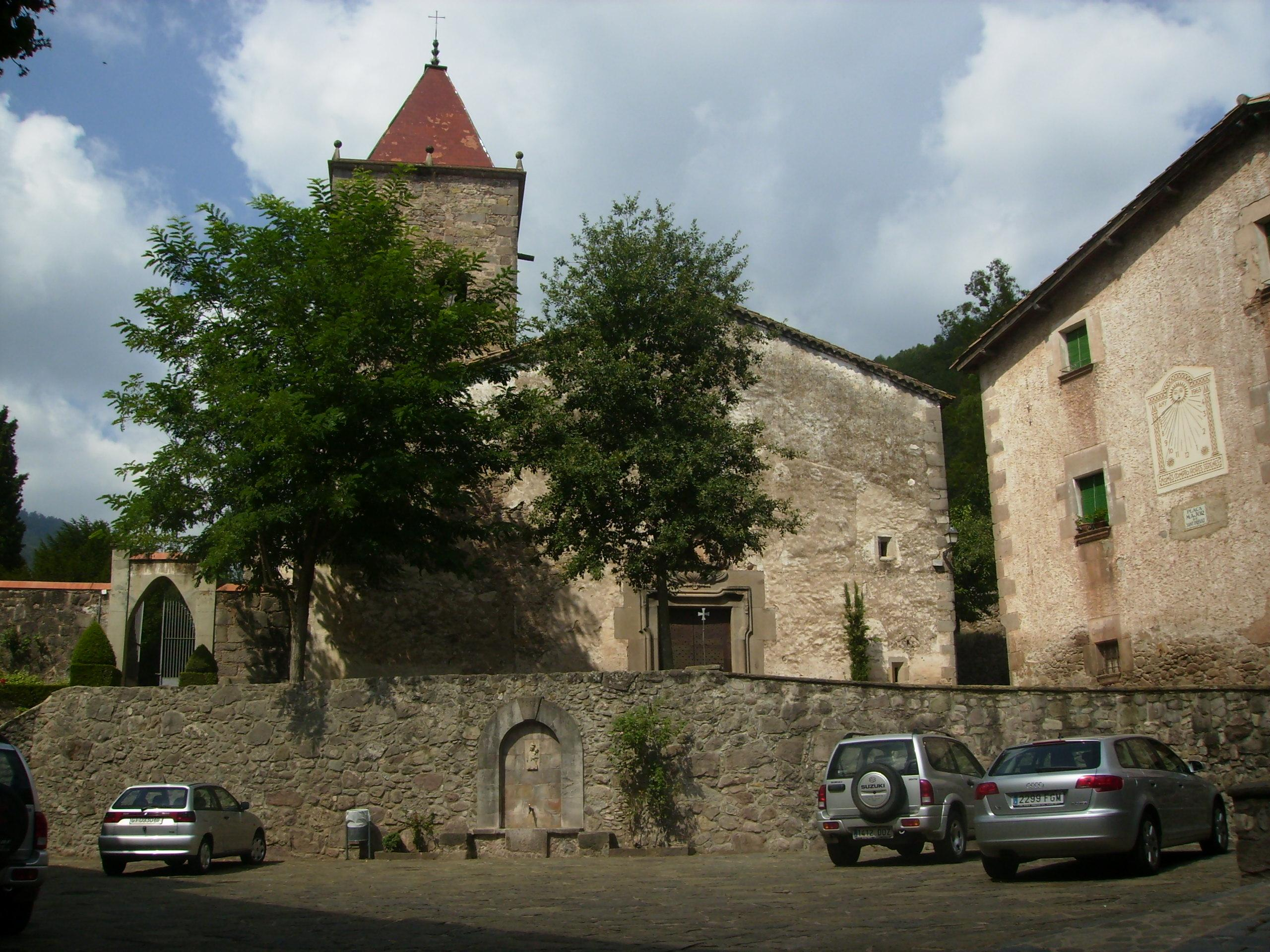
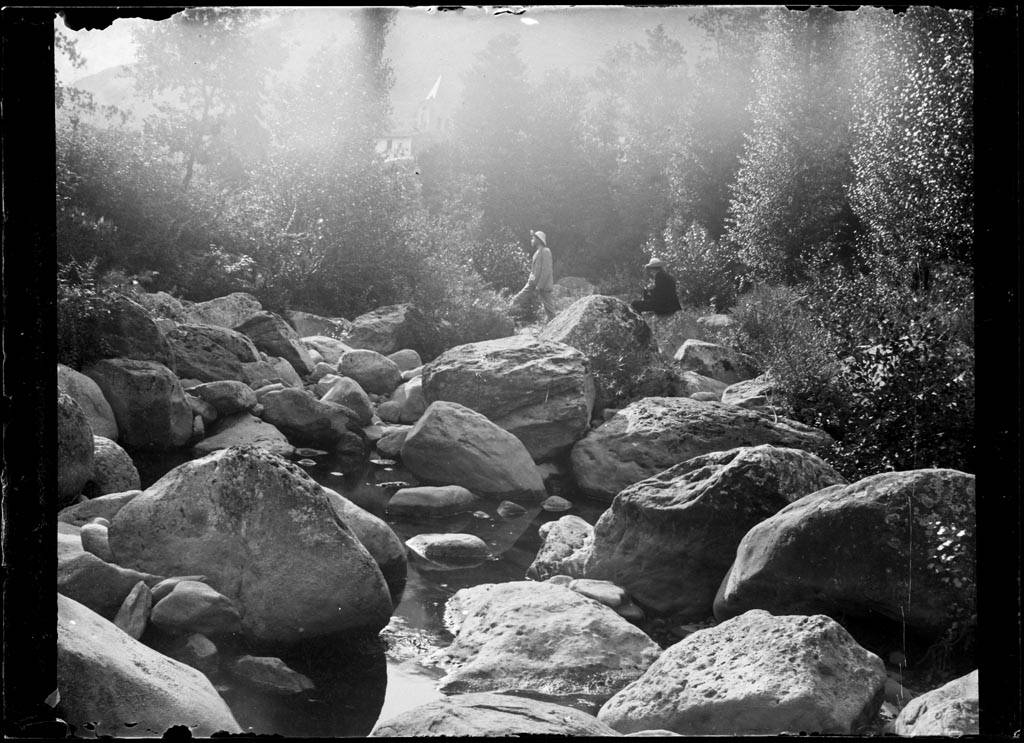

## Educació
Llar d'Infants (3-6 anys)
- Escola Verntallat

Primària
- Escola Verntallat